# پیج‌رنک

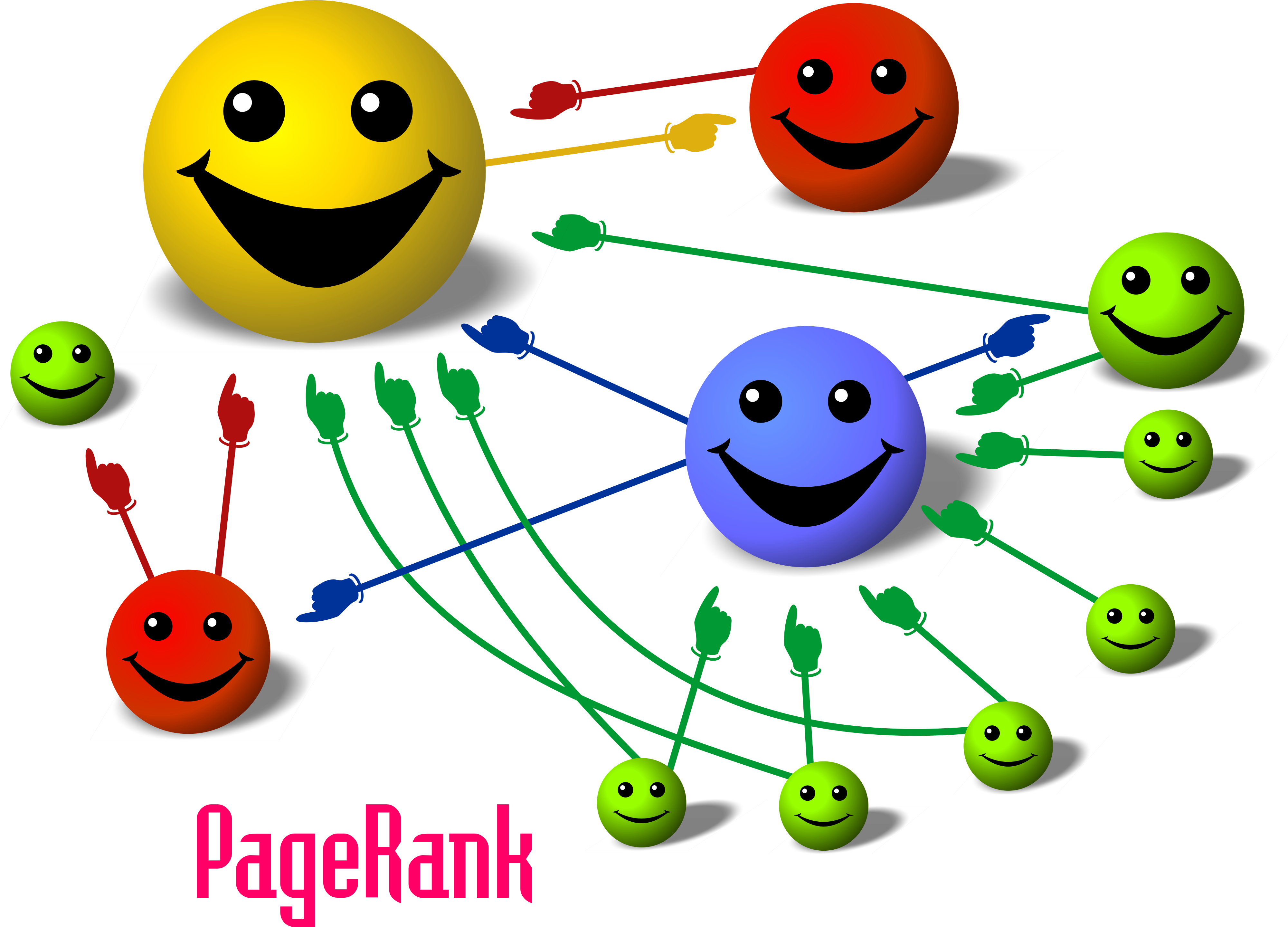
تصویری تزیینی از لینک‌های ورودی به سایت ها

پیج‌رنک یا رتبه صفحه (به انگلیسی: PageRank) به فناوری گفته می‌شود، که بر پایه آن، موتورهای جستجو همانند گوگل، بینگ و…، وبگاه‌هایی که به هدف جستجوگر نزدیک‌ترند را در رده‌های بالاتری نسبت به دیگران در صفحه نتایج قرار می‌دهد. رتبه پیج به یاد لری پیج نویسنده اولیه این الگوریتم و از مؤسسین اولیه گوگل، نام‌گذاری شده است. به این روش کاربرانی که کلمه ویژه‌ای را جستجو می‌کنند، می‌توانند ابتدا وبگاه‌هایی را ببینند که هم به خواسته آن‌ها نزدیک‌تر است و هم بازدید بیشتری داشته است.

## توصیف
پیج رنک که به اختصار PR می‌گویند، برای اولین‌بار در سال ۱۹۹۶ میلادی توسط سرگئی برین ابداع گردید. پیج رنک نتیجه تجزیه و تحلیل لینک‌های ورودی به یک سایت است. پیج رنک رتبه‌ای است که گوگل برای یک سایت بین اعداد ۰ تا ۱۰ در نظر می‌گیرد. هرقدر این عدد نزدیک به ۱۰ باشد، نشان‌دهنده این است که این سایت لینک‌های ورودی زیادی دارد و سایت‌های زیادی به این سایت لینک داده‌اند؛ اما تنها در کل دنیا چند وب‌سایت با رنک ۱۰ وجود دارند که گوگل، ویکی‌پدیا، فیسبوک از تعداد محدود آن هستند.
به دلیل سوءاستفاده‌هایی که مدیران سایت‌ها از اطلاعات ارائه‌شده توسط پیج رنک می‌کردند، در سال ۲۰۱۶ این اطلاعات از دسترس عموم خارج شد. اما بسیاری معتقدند که موتور جستجوی گوگل هنوز هم از پیج رنک به عنوان یکی از فاکتورهای رتبه‌بندی وب‌سایت‌ها استفاده می‌کند. و بسیاری معتقد هستند که پیج رنک گوگل منسوخ شده است.

## افزایش پیج رنک
برای افزایش پیج رنک، سایت شما باید از وب‌سایت‌های معتبر لینک داشته باشد. همچنین باید ساختار URL سایت شما به نحوی چیده شود، که در نزدیک‌ترین حالت ممکن به صفحه اصلی باشد. تولید محتوای باکیفیت به این پروسه کمک خواهد کرد.

## بمب گوگلی
روش دیگر موتورهای جستجو، پردازش رتبه صفحه، با استفاده از تعداد یافته‌های خود در سایت‌های اینترنتی می‌باشد. این روش، یک فناوری زیرساخت برای پدیدار گشتن «بمب گوگلی» نیز بود.
ناگفته نماند که هدف از ساختن «بمب‌های گوگلی» بالاتر رفتن رتبه یک وبلاگ یا وبگاه در جستجوگر گوگل می‌باشد؛ که معمولاً با همکاری گروه‌های مردمی ایجاد می‌شود.

## دیگر رنکینگ‌دهی‌ها

### الکسا
الکسا (به انگلیسی: Alexa) یک سایت نسبتاً معتبر بین‌المللی برای ارائه رتبه سایت‌ها از نظر بازدید بود. این سایت الگوریتم بالا بردن رتبه سایت‌ها را بر اساس تعداد درست بازدیدکنندگان انجام می‌داد. این رتبه‌بندی شماره‌ای بین ۱ تا چند میلیون می‌باشد که هر چه این شماره به یک نزدیک‌تر باشد، رتبه وب‌سایت شما بالاتر می‌باشد. این وبسایت در ۱ می سال ۲۰۲۲ اعلام بازنشستگی کرد.

### ماز
ماز (به انگلیسی: Moz) در حال حاضر با توجه به کاهش اهمیت رنکینگ الکسا و پیج رنک گوگل، اهمیت بالایی پیدا کرده و مدیران سایت‌ها به آن اهمیت بسیاری می‌دهند. سایت ماز، سایت‌ها را به دو مقدار DA و PA، از ۰ تا ۱۰۰ تقسیم‌بندی می‌کند. تعداد بسیار محدودی در دنیا، رنک ۱۰۰ ماز دارند؛ گوگل، توئیتر و ویکی‌پدیا فارسی در سایت ماز رنک ۱۰۰ را دارند.